# India van A tot Z

## A
John Abraham – Abu (berg) – Daniel Acharuparambil – Indiase acteurs – Aditi – Aditya – Adivasi – Advaita Vedanta – Adyar (Chennai) – Agartala – Agra – Fort van Agra – Orde van de Ahilya Holkar Sultanat – Ahimsa – Ahmadiyya – Ahmadiyya Moslim Gemeenschap – Ahmedabad – Aihole – Air India – Air India Express – Air India Regional – Aizawl – Ajanta – Ajmer – Akbar de Grote – Aksai Chin – Aligarh – Alchi (klooster) – Alchi (plaats) – Alexander de Grote – All India Forward Bloc – Allahabad – Almora – Goeroe Amar Das – Ambapali – Amnye Machen-instituut – Amravati (stad) – Vijay Amritraj – Amritsar – Slachting van Amritsar – Viswanathan Anand – Anathapindika – Andamanen – Andamanees – Andamanezen – Andamanen en Nicobaren – Andamanse Zee – Andhra Pradesh – Goeroe Angad – Anuppur (district) – Anuruddha – Ansarullah – Apana – Apu-trilogie – Arabische Zee – Indiase architectuur – Arische invasie theorie – Ariyalur (district) – Goeroe Arjan – Aruna – Arunachal Pradesh – Arthunkal – Aryabhata – Arya Samaj – ATP-toernooi van Pune – Asansol – Ashutosh Gowariker – Ashwaganda – Ashoka – Assaji – Assam – Assamees – Asura – Aundh – Aurangabad – Aurangzeb – India op de Aziatische Indoorspelen – Aziatische Spelen 1951 – Aziatische Spelen 1982 – Aziatische weg 1 – Aziatische weg 2 – Aziatische zwarte beer

## B
Babbar Khalsa – Babur – Amitabh Bachchan – Backwaters – Bait-ul-Futuh – Bajaj Auto – Baksheesh – Bala Sahib – Banaras Hindu-universiteit – Dola Banerjee – Rahul Banerjee – Bangalore – Bangalore Rural – Bangalore Urban – Bansuri – Baralacha La – Bareilly (stad) – Orde van de Zon (Baroda) – Dibyendu Barua – Ibn Battuta – Beas – Belgaum (district) – Belgaum (stad) – Charles Alfred Bell – Benares – Bengaals – Bengalen (gebied) – Golf van Bengalen – VOC in Bengalen – Bengaluru International Airport – Bergspoorwegen van India – Beypore – Bhadjan – Bhagam Bhag – Bhagavad gita – Jagdish Bhagwati – Bhairav – Bhakti – A.C. Bhaktivedanta Swami Praphupada – Bhandara (district) – Bhandara (stad) – Bharata natyam – Bharatiya Janata-partij – Orde van de Staat Bharatpur – Bhilai – Bhinmal – Bhiwandi – Bhojpuri – Bhopal (district) – Bhopal (stad) – Giframp Bhopal – Bhupali – Bhubaneswar – Mahesh Bhupathi – Bihar – Bihari (taal) – Bihari (volk) – Bijapur (stad) – Bimbisara – Bikaner – Orde van de Sadul Ster van Bikaner – Bilaspur (district in Himachal Pradesh) – Bindi – Blue Dart Aviation – Bodhgaya – Bodhidharma – Boeddhisme – Vroege geschiedenis van het boeddhisme – Gautama Boeddha – Bollywood - Bomdila – Brahma – Brahmaan – Brahmanisme – Brahmaputra – BrahMos – Bride & Prejudice – Brits-Indië – Britse Oost-Indische Compagnie – Ridderorden in Brits-Indië – Orde van Brits-Indië – Thug Buhram – Kamiel Bulcke – Bylakuppe

## C
Pedro Álvares Cabral – Calcutta – Steen van Calcutta – Universiteit van Calcutta – Calicut – Car Nicobar – Chai – Chakma – Chalukya's – Chamba (district) – Chamundatempel – Sandipan Chanda – Chandigarh (stad) – Chandigarh (unieterritorium) – Chandragupta Maurya – Chandrayaan-1 – Changtang (Ladakh) – Subramanyan Chandrasekhar – Charminar – Subramanyan Chandrasekhar – Karun Chandhok – Bankim Chandra Chattopadhyay – Chaturanga – Chenab – Chennai – Chhapra – Chhatrapati Shivaji International Airport – Chhatrapati Shivaji Terminus – Chhattisgarh – Chhattisgarhi – Chhau – Chinees-Indiase Oorlog - Chinese visnetten van Kochi – Chola's – Deepak Chopra – Churachand – Chutney – Indiase cijfers – Coimbatore – Communistische Partij van India – Communistische Partij van India (marxistisch) – Cooch Behar (district) – Cooch Behar-enclaves – Thomas de Conway – Kust van Coromandel – Cremnomys – Cremnomys cutchicus – Cremnomys elvira – Crore – Cuddapah Airport – Curry – Cuttack

## D
Dabbawala – Dadra en Nagar Haveli – Dadra en Nagar Haveli en Daman en Diu – The Dalai Lama: 50 Years After the Fall – Dalhousie – Dalit – Daman (district) – Daman (stad) – Daman en Diu – Darjeeling (district) – Darjeeling (stad) – Darjeelingspoorweg – Deccan Traps – Dechen Shak-Dagsay – Dehradun (stad) – Dekan – Sultanaten van Dekan – Delhi (stad) – Delhi (territorium) – Centraal-Delhi – Noord-Delhi – Noordoost-Delhi – Noordwest-Delhi – Oost-Delhi – Sultanaat Delhi – West-Delhi – Zuid-Delhi – Zuidwest-Delhi – Universiteit van Delhi – Dempo Sports Club – Dendrobium nobile – Deva (godheid) – Devadatta – Devanagari – Devi Mahatmya – Ganesh Devy – Dhanbad – Dhar (district) – Dharamsala – Dhaulagiri – Dhoti – Dimapur (stad) – Districten van India – Diu (district) – Diu (stad) – Dispur – Divali – Dogri – Dominion van India – Don – Dosa – Dravidiërs – Dravidische talen – Dreaming Lhasa – Dronavalli Harika – Orde van de dubbele Adelaar (Mysore) – Orde van de Ster van Dundhar – Durg (district) – Durga – Sanjay Dutt – Dwarsbandgekko – Dzong

## E
Orde van de Ster van Eer – Eicher – Ek Onkar – Ellora – Ernakulam (stadsdeel)

## F
Faisalabad – Fakir – Orde van de Familie – Faridabad – Fatehpur Sikri – Fatu La – Fejervarya sahyadris – Indiase films – First Flight Couriers – Force India F1 Team – Frans-Indië

## G
Gaggal Airport – Vasco da Gama – Gandhi (film) – Indira Gandhi – Kasturba Gandhi – Mahatma Gandhi – Rajiv Gandhi – Sonia Gandhi – Gandhinagar – Ganesha – Ganga (godin) – Ganges – Gangesgaviaal – Gangtok – Surya Shekhar Ganguly – Garo (taal) – Garoeda – Gazella bennettii salinarum – Gember – India op de Gemenebestspelen – Geografie van India – Geschiedenis van de Republiek India – Geschiedenis van het Indisch Subcontinent – Ghaziabad (district) – Ghaziabad (stad) – Ghazipur (stad) – Ghee – Gir Forest National Park – GoAir – Goa (India) – Goa (muziekstijl) – Goeroe Gobind Singh – Godavari – Goeroe (wijze) – Goeroe Granth Sahib – Gomti – Groot-Nicobar – Ashoka de Grote – Gujarat – Gujarati (taal) – Gujarati (volk) – Gulshan Grover – Gupta Rijk – Gupta's – Gurdwara – Gurmukhi – Guwahati – Gwalior (stad) – Tenzin Gyatso

## H
Hadromys humei – Haiderabad (Telangana) – J.B.S. Haldane – Hamirpur (district in Himachal Pradesh) – Hampi – Han Hong – Hanoeman – Haora (stad) – Haorabrug – Goeroe Har Krisjan – Pendyala Harikrishna – Harappa – Harmandir Sahib – Goeroe Har Rai – Goeroe Hargobind – Haryana – Hawa Mahal – Heilige lotus – Orde van de Heilige – Orde van de Hoveling – Herbertpur – Hill station – Himachal Pradesh – Himalaya – Hindi – Hindoefundamentalisme – Hindoeïsme – Hindoeïstische filosofie – Hindoeïstische mythologie – Hindoekalender – Hindoestaanse muziek – Hindoestaanse raga's – Hindoestanen – Hindoestani – Hippalus – Hipposideros hypophyllus – Hipposideros khasiana – Indiase hockeyploeg (mannen) – Indiase hockeyploeg (vrouwen) – Hockey India League – Holi-Phagwa – Hooghly (district) – Hooghly (rivier) – Hoysala – HPC – Humayun – Hunsur – Hyderabad Rajiv Gandhi International Airport

## I
.in – Idiyappam – IIFA-award – I-League – Imphal – India – Indian Airlines – Indian Institutes of Technology – Indian Railways – Indian Standard Time – Orde van de Ster van India (Verenigd Koninkrijk) – Beroemde Indiërs – IndiGo – Indira Gandhi International Airport – Indira Point – Orde van het Indische Keizerrijk – Indische neushoorn – Indische Oceaan – Indische sterschildpad – Indisch subcontinent – Idiyappam – Indo-Arische talen – Indore – Indoreonectes evezardi – Indra – Indus (rivier) – Indusbeschaving – Indus-Gangesvlakte – Infosys – Ishvara – ISO 3166-2:IN – Itanagar – Itihasa

## J
Jabalpur (district) – Jabalpur (stad) – Nuruddin Salim Jahangir – Shah Jahan – Jyotindra Jain – Jaïnisme – Jaipur – Orde van Verdienste (Jaipur) – Orde van de Zon (Jaipur) – Jaisalmer (district) – Jak – Jalatarang – Jalandhar (stad) – Jalpaiguri (district) – Jammu (stad) – Jammu en Kasjmir (gebied) – Jammu en Kasjmir (staat) – Jammu en Kasjmir (unieterritorium) – Vlag van Jammu en Kasjmir – Jamshedpur – Jana Gana Mana – Jehanabad (district) – Jet Airways – JetLite – Orde van Jhalavada – Jharkhand – Jhelum (rivier) – Jodhaa-Akbar – Jodhpur (Rajasthan) – Het jungleboek – Orde van het Juweel van Sikkim

## K
Kafi – Kailash – Abdul Kalam – Alara Kalama – Indiase kalender – Kálii – Kalyan (raga) – Kalyan-Dombivli – Kamasutra – Kamet – Kamrup – Kanchipuram – Kangchenjunga – Kandla – Kangra (district) – Kangra (stad) – Kanker (stad) – Kannada – Kanpur – Kanyakumari (district) – Kanyakumari (plaats) – Ridderorde in Kapurthala – Karakoram – Karakorampas – Karaikal – Kargiloorlog – Karnataka – Karnatak-universiteit – Kasjmir – Kasjmiri – Eerste Kasjmiroorlog – Tweede Kasjmiroorlog – Kastenstelsel – Kasyapa – Kathakali – Kavaratti – Kaveri – Kaziranga – Keizerlijke Orde van de Kroon van Indië – Kerala – Indiase keuken – Keylong – Khadi – Khajuraho – Bhupen Khakhar – Aamir Khan – Ali Akbar Khan – Hazrat Inayat Khan – Mir Sultan Khan – Noor Inayat Khan – Shahrukh Khan – Khanda – Har Gobind Khorana – Kingfisher Airlines – Kinnaur – Kleding in India – Klimaat in India – Orde van de klimmende Zon – Kochi – Koerma – Kohima (district) – Kohima (stad) – Kolar (district) – Kollam (district) – Kollam (stad) – Kollegal – Koningscobra – Konkani (taal) – Kota (Rajasthan) – Humpy Koneru – Komal Kothari – Ram Nath Kovind – Kozhikode – Krishna – Krishna (rivier) – Orde van Krishna – Jiddu Krishnamurti – Krrish – Kshatriya – Kullu (district in Himachal Pradesh) – Akhil Kumar – Akshay Kumar – Kurkuma – Kurnool (district) – Kurta – Kurukshetra (district) – Kushana – Kushinagara – Kutch

## L
Labdia caroli – Ladakh – Lakh – Laccadiven – Lahul and Spiti – Rani Lakshmibai – Lambretta – Leander Paes – Leh (district) – Leh (stad) – Jan Huygen van Linschoten – Lok Sabha – Lonar – Longhi – Lothal – Indiase luchtmacht – Lucknow (district) – Lucknow (divisie) – Lucknow (stad) – Ludhiana (stad)

## M
Macaca munzala – Madhya Pradesh – Madurai – Maha Moggallana – Mahabalipuram – Mahabharata – Mahabodhitempel – Mahakasyapa – Mahanadi – Maharamayana – Maharashtra – Mahasiddha – Mahavira – Mahé – Renjith Maheswary – Mahindra – Mahindra United – Maithili – Maitreya – Malabar – Malappuram – Malayalam – Vijay Mallya – Manali (Kullu) – Manali (Chennai) – Nationaal park Manas – Manaslu – Mandi (district) – Mangalore – Mango (soort) – Mangochutney – Manipur – Koningen van Manipur – Golf van Mannar – Manu – Manuscripten van Dunhuang – Maratharijk – Marathi (taal) – Mauryadynastie – Maya (religie) – Mayawati – Mayurbhanj (district) – McLeod Ganj – Medinipur (district) – Meditatie – Meerut (district) – Meerut (divisie) – Meerut (stad) – Meghalaya – Meghna – Zubin Mehta – Midden-Andaman – Millardia kondana – Minakshi – Minakshitempel – Minister-president van India – Sania Mirza – Miss Chennai – Miss India – Mithra – Lakshmi Mittal – Mizoram – Mobarakmoskee – Narendra Modi – Moeder Teresa – Moeraskrokodil – Mogolrijk – Mohabbatein – Moksha – Momo (gerecht) – Monpa – Mudra – Rani Mukerji – Pranab Mukherjee – Mumbai – Bomaanslagen in Mumbai op 11 juli 2006  – Aanslagen in Mumbai op 26 november 2008 – Televisietoren van Mumbai – Bombay Stock Exchange – Mundgod – Munger (stad) – Munger (district) – Mus famulus – Mus phillipsi – Mus platythrix – Indiase muziek – Mysore – Koninkrijk Mysore – Mussoorie

## N
Naga (bovennatuurlijk wezen) – Naga (volk) – Nagaland – Nagapattinam (district) – Nagapattinam (stad) – C.K. Nagesh – Nagpur – Universiteit van Nagpur – Nagrota – Naina Devi-stormloop – Nalanda (district) – Nalanda (stad) – Pan Nalin – Goeroe Nanak – Nanda Devi – Nanded (stad) – Nandyal – Nangka – Narayana – Nashik (district) – Nashik (stad) – Nasikabatrachidae – Nathu La – National Football League (India) – Navi Mumbai – Orde van Verdienste (Nawanagar) – Naxalieten – Jawaharlal Nehru – Nepalees – Neuskikkers – New Delhi – Nicobaren – Nilgirithargeit – Nizam – Noord-Andaman – Hakeem Nooruddin – Nootmuskaat – Norbulingka-instituut

## O
Odia - Odisha – Odissi – Officiële talen van India – India op de Olympische Spelen – Om (mantra) – Om Shanti Om – Omkarananda Saraswati – On Life & Enlightenment – Oost-Ghats – Patriarchaat Oost-Indië

## P
Rajendra Pachauri – Pachisi – Paladynastie van Gaur – Pali (district) – Pali (Noord-Goa) – Pali (Umaria) – Pali-canon – Pallava's – Panaji – Magesh Chandran Panchanathan – Pandya's – Pangong – Pāṇini – Paramount Airways – Parvati – Paschim Medinipur – Parken en reservaten in India – Pathankot – Pather Panchali – Patiala (district) – Ridderorden in Patiala – Orde van Verdienste (Patiala) – Orde van de Koninklijke Familie van Patiala – Pratibha Patil – Patna (district) – Patna (stad) – Peper – Pimpri-Chinchwad – Gouverneurs van Pondicherry – Port Blair – Portugees-Indië – Freida Pinto – Prakrit – Prana (hindoeïsme) – Rajendra Prasad – Munshi Premchand – Premier (vrachtwagenmerk) – Premier Hockey League – President van India – Pṛthivī – Pterorana khare – Puducherry (district) – Puducherry (stad) – Puducherry (unieterritorium) – Pune (district) – Pune (stad) – Punjab (gebied) – Punjab (India) – Punjabi – Purana's – Purba Medinipur – Puri (district) – Puri (stad) – Amrish Puri – Pushkar – Puttaparthi

## Q
Quikjet Cargo – Qutb Minar

## R
Radha – Sarvepalli Radhakrishnan – Rahula – A.R. Rahman – Aishwarya Rai – Aishwarya Rai – Raigad – Raipur (district) – Raipur (stad) – Raghuram Rajan – Rajasthan – Rajkot (district) – Rajkot (stad) – Rajouri (district) – Rajputs – Rajya Sabha – Goeroe Ram Das – Rama – Vilayanur Ramachandran – Chandrasekhara Venkata Raman – Ramayana – Chandrasekhara Raman – Ramanspectroscopie – Srinivasa Aaiyangar Ramanujan – Ramayana – Orde van Verdienste (Rampur) – Narasimha Rao – Ramlila – Ranchi – Rann van Kutch – Rattus burrus – Rattus palmarum – Rattus ranjiniae – Rattus satarae – Rattus stoicus – Ravi – Kaushik Ray – Satyajit Ray – The Reincarnation of Khensur Rinpoche – Revolutionaire Socialistische Partij – Matteo Ricci – Rigveda – Rishikesh – Rode Fort (Delhi) – Indiase roepie – Rohtangpas – Roti (gerecht) – Hrithik Roshan – Roti – Rupaktal – Salman Rushdie

## S
Sabarmati – Sabarmati Ashram – Sadhana – Anna Sahib – Appa Sahib – Dada Sahib – Harmandir Sahib – Nana Sahib (verzetsleider) – Nana Sahib (radja) – Salem (India) – Salsette – Salwar kameez – Samajwadi-partij – Samana – Shakti Samanta – Samsara – Samsara (2001) – Samudragupta – Sanskriet – Sarangi – Krishnan Sasikaran – Sanskriet – Chidananda Saraswati – Sarasvati (godin) – Sari (traditioneel kostuum) – Ritu Sarin – Sariputta – Prabhat Rainjan Sarkar – Sarnath – Sarod – Saruskraanvogel – Krishnan Sasikiran – Nandini Satpathy – Satsang – Sushmita Sen – Sena's – Kumar Shahani – Shaksgam – Shakti – Shankara – Lal Bahadur Shastri – Chandra Shekhar – Shillong – Shilpa Shetty – Shimla (district) – Shimla (stad) – Verdrag van Shimla – Shipki La – Shirdi Sai Baba – Shiva – Vandana Shiva – Shivaji – Shiv Sena – Shruti – Shudra – M. Night Shyamalan – Siachenconflict – Sikh – Sikhisme – Sikkim – Koninkrijk Sikkim – Sikkim, terre secrète – Vlag van Sikkim – Silvassa – Simplifly Deccan – Sinbad: Beyond the Veil of Mists – Sindhi (taal) – Jeev Milkha Singh – Krishna Singh – Manmohan Singh – Nain Singh – Ranjit Singh – Sundar Singh – Vishwanath Pratap Singh – Tapan Sinha – Gopaldas Premchand Sippy – Sirmaur (district) – Sita (godin) – Sitar – Sivananda – Solan (district) – Solan (stad) – Solapur (district) – Solapur (stad) – Sonitpur – SpiceJet – Spoorwegen in India – Sravanabelagola – Srimad bhagavatam – Srinagar (district) – Srinagar (stad) – Srirangapatna – Staten en territoria van India – Grote Indiase steden – Steel Authority of India – Sukinda – Sundarbans – Surakshaa – Surat – Suratte – Lalit Suri – Surya – Sutlej – Synode van Diamper – Syro-Malabar-Katholieke Kerk – Syro-Malankara-Katholieke Kerk – Swastika

## T
Rabindranath Tagore – Taglang La – Taj Mahal – Talen in India – Jayanta Talukdar – Tamil – Tamil Nadu – Tamils – Tantra – Tata (automerk) – Ratanji Tata – Ratan Naval Tata – Tata Nano – Tata Steel – Tattva – Tehri Garhwal – Goeroe Tegh Bahadur – Telugu (taal) – Sachin Tendulkar – Thalis – Thane (district) – Thane (stad) – That – Thuggee – Thukpa – Tibetaans – Tibetaans parlement in ballingschap – Tibetaanse diaspora – Tibetaanse regering in ballingschap – Tibeto-Birmaanse talen – Tipoe Sultan – Travancore – Trimurti – Tripura – Trivandrum – Trivandrum – Orde van de Trots – Lhakpa Tsamchoe – Tulku – Tyto deroepstorffi

## U
Udaipur (district) – Udaipur (Rajasthan) – Udaipur (Tripura) – Udana – Ujjain (district) – Ujjain (stad) – Una (district) – Upanishad – Urdu – Uttar Pradesh – Bestuurlijke indeling van Uttar Pradesh – Uttarakhand

## V
Vadodara (district) – Vadodara (stad) – Vaishali (district) – Vaishya – Atal Bihari Vajpayee – Vakatakadynastie – Vandeleuria nilagirica – Nationaal park Valley of Flowers – Valley of Flowers (film) – Vapi – Varaha – Varuna (god) – Yoga Vasishtha – Vedanta – Veda's – Resolutie 51, 80, 91, 96, 98, 122, 123, 126, 209, 210, 211, 214, 215, 303, 307 en 1172 van de V.N Veiligheidsraad – Subbaraman Vijayalakshmi – Vijayanagara – Vijayanagararijk – Vijayawada – Orde van de Ster van Vikram – Vimāna – Vlaggen van India – Vliegvelden in India – Betaaldvoetbalclubs in India – Indiaas voetbalelftal – Vir Savarkar Airport – Visakhapatnam (district) – Visakhapatnam (stad) – Vishnu – Vishvarupa – Viswanathan Anand – Vitale levensstromen – Vivekananda – Vlag van India – Vorstenlanden van Brits-Indië – Vrijdagmoskee van Delhi – Vyana

## W
Warangal – Weduweverbranding – West-Bengalen – West-Bengaalse Socialistische Partij – West-Ghats – World Series Hockey – WTA-toernooi van Bangalore

## X
Fa Xian

## Y
Yaman – Yamani Bilawal – Yamuna – Yanam – Maharishi Mahesh Yogi – Francis Younghusband

## Z
Zeekrokodil – Zila (raga) – Preity Zinta – Zojipas – Zuid-Andaman – Zuid-India